# راتونيات
فصيلة الراتونيات (Procyonidae) هي فصيلة عالمية جديدة من رتبة اللواحم (Carnivora). تشمل الراكون والقوطي وكينكاجو (kinkajou) وأولينجو (olingo)، عصابي الذيل وكاكوميستليس (cacomistle) وتعيش الراتونيات في مجموعة مختلفة من البيئات ويكون قوتها بوجه عام اللحوم والنبات (omnivore)

## الخواص
الراتونيات هي حيوانات صغيرة نسبيًا، ذات جسد نحيل وأذيال طويلة (على الرغم من أن الراكون غالبًا ما تكون ذات جسد ضخم). وباستثناء الكينكاجو (kinkajou)، تتشابه جميع الراتونيات في نفس الذيل، والعلامات المميزة في الوجه، ويتضح ذلك بشكل كبير في الراكون. وتسير الراتونيات أخمصية السير (plantigrade) تسير على باطن أقدامها، مثل الدببة وتمتلك معظم الأنواع مخالب غير قابلة للانكماش.
ونتيجة لنظامها الغذائي الافتراسي، فقدت الراتونيات بعض تعديلات آكلات اللحوم الموجودة في أقاربهم من آكلات اللحوم. وبالرغم من امتلاكها لأسنان قاطعة (carnassial)، فلم تجتمع هذه الصفة في معظم الأصناف، خاصة في الراكون. وباستثناء الكينكاجو، تمتلك الراتونيات عدد من الأسنان:
3.1.4.2
3.1.4.2
وبينما يكون الـ قوطي من أنواع الحيوانات نهارية، فإن جميع الراتونيات الأخرى من الأنواع الليلية. وتكون في الغالب حيوانات منعزلة، تلد الأم في المرة الواحدة ما يزيد عن أربعة صغار.

### التطور
تنتمي الحفريات إلى جنس باساريسكوس (Bassariscus)، الذي يحتوي على الأنواع عصابية الذيل، وتم تعين هويتها من العصر الثلث أوسطي، الذي يرجع عهده لأكثر من 20 مليون سنة. وهناك آراء بأن الراتونيات البدائية منبثقة من الكلبيات (Canidae) التي تتبع النظام الغذائي الافتراسي بطريقة كبيرة.

## التصنيف
أظهرت الدراسات الجينية الحديثة ان الكينكاجوس هي أحد الأنواع البدائية المنبثقة من الراتونيات القديمة ولا تتعلق نهائيًا بأي جنس آخر موجود؛ وأقرب الأقرباء لها كواتيس (coatis) وأولينجوس (olingos)، أما أبعد الأقرباء للراكون فهي الأنواع العصابية الذيل والكاكوميست. لم تنعكس هذه البيانات بعد في نظام التصنيف، الذي يضم الكينكاجوس والأولنجوس معًا على أساس التشابه بينهما في (Morphology) علم التشكل والمعروفة حاليًا بأنها مثال للتطور المتوازي.
وهناك شكوك كبيرة حول التصنيف الصحيح للعديد من أعضاء تلك المجموعة. وتُصنف الباندا الحمراء (Red Panda) بطريقة واضحة ضمن تلك العائلة، ولكنها تُصنف حاليًا في العائلة الخاصة بها - والتي تُسمى أيلوريداي (Ailuridae) - اعتمادًا على الدراسات البيولوجيا الجزيئية. وتمثل الحالات المختلفة لـ الأولينجو حالة النزاع: ويمكن تقسيمها بطريقة جيدة كأحد الأنواع الفرعية لـ الأولينجو كثيفة الذيل (Bassaricyon gabbii).
ونتيجة لتكوينها الجسدي العام، يُنظر للراتونيات في كثير من الأحيان على أنها أصغر أفراد مجموعة الدببة. ويتضح ذلك في أسمائها الألمانية: إذ يسمى الراكون واتشبار (Waschbär) (الدب المبتل، إذ إنه ينظف قدمه قبل الأكل)، أما القوطي فيسمى نيزينبار (Nasenbär) (أنف الدب) ويسمى كينكاجو هونيجبار (Honigbär) (دب العسل). وتليها الهولندية، حيث تسمى هذه الحيوانات وازبير (wasbeer) ونوزبير (neusbeer) ورولاستارتبير (rolstaartbeer) على التوالي.
- عائلة الراتونيات (FAMILY PROCYONIDAE)
  - العائلة الفرعية للراتونيات (تحتوي على 9 أصناف ممثلة في 4 أجناس)
    - العائلة الراتونية (Tribe Procyonini)
      - العائلة الراتونية الفرعية (Subtribe Procyonina)
        - الراكون، الراكون
          - الراكون الآكلة لسرطان البحر (Crab-eating Raccoon)، راكون الكانكريفوروس (Procyon cancrivorus)
          - راكون الكوزميل (Cozumel Raccoon)، الراكون القزمية (Procyon pygmaeus)
          - الراكون الشائع (Common Raccoon)، راكون اللوتر (Procyon lotor)

      - عائلة ناسونا الفرعية (Subtribe Nasuina)
        - ناسوا (Nasua)
          - قوطي أمريكا الجنوبية (South American Coati) أو كواتي عصامية الذيل، ناسوا ناسوا (Nasua nasua)
          - القوطي ذو الأنف الأبيض (White-nosed Coati)، ناسوا ناريكا (Nasua narica)

        - ناسويلا (Nasuella)
          - القوطي الموجود في الجبال الغربية (Western Mountain Coati)، ناسويلا أوليفاسيا (Nasuella olivacea)
          - قوطي الجبال الشرقية (Eastern Mountain Coati)، ناسويلا ميريدينسيس (Nasuella meridensis)

    - عائلة باساريسسيني (Bassariscini)
      - باساريسكوس (Bassariscus)
        - عصامي الذيل (Ringtail)، باساريسكوس أستوتوس (Bassariscus astutus)
        - كاكوميستل (Cacomistle)، باساريسكوس سوميتشراستي (Bassariscus sumichrasti)

  - العائلة الفرعية للبوتوسيناي (Potosinae)(تحتوي على 6 أصناف ممثلة في جنسين)
    - بوتوس
      - كينكاجو، بوتوس فلافوس (Kinkajou) (Potos flavus)

    - أولينجو، باساريسيون (Bassaricyon)
      - أولنجو كثيفة الذيل (Bushy-tailed Olingo) أو اولنجو جابي (Gabbi's Olingo) أو باساريسيون جابي (Bassaricyon gabbii)
      - أولينجو ألين (Allen's Olingo)، باساريسيون أليني (Bassaricyon alleni)
      - أولينجو بيدارد (Beddard's Olingo)، باساريسيون بيداردي (Bassaricyon beddardi)
      - أولينجو هاريس (Harris's Olingo)، باساريسيون لاسوس (Bassaricyon lasius)
      - شيريكو أولينجو (Chiriqui Olingo)، باساريسيون باولي (Bassaricyon pauli)